# Болгары на Украине
Болгары на Украине (болг. Българи в Украйна, укр. Болгари в Україні) — одно из национальных меньшинств, проживающих на территории современной Украины.

## История

### В Российской империи
Массовое переселение болгар на территорию современной Украины началось во второй половине XVIII века, после захвата территории Болгарии Османской империей и продолжалось до победы Российской империи в русско-турецкой войне 1877—1878 годов. Царское правительство поощряло заселение православных болгар на незанятые земли юга империи: предоставляло земельные наделы и субсидии, освобождало от воинской службы и налогообложения, гарантировало свободу вероисповедания и т. п.
К началу XX века в Российской империи проживало более 250 тысяч болгар.

#### В Бессарабии
В описях тех лет все переселенцы именуются «болгарами», однако среди них были также этнические гагаузы и арнауты. В 1828 году болгар в Бессарабии насчитывалось 26 679. В 1835 году — уже более 61 тысяч человек. Последняя волна массовой эмиграции болгар в Буджак пришлась на 1830 год. После этого болгарская интеллигенция начала активно противиться эмиграции болгар в Россию с целью усиления демографических предпосылок для создания независимого болгарского государства на основе балканских провинций Османской империи. К 1897 году из состава бессарабских болгар по языковому признаку выделились гагаузы: перепись зафиксировала в Российской Бессарабии 103 492 этнических болгарина (из 170 000 по империи в целом) и 57 045 гагаузов.
Более высокая рождаемость гагаузов, а также их большая этническая стойкость привели в конечном счёте к постепенной ассимиляции гагаузами значительной части бессарабских болгар. Случаи обратной ассимиляции гагаузов в болгарскую среду наблюдались, но они были более редкими. В целом, болгары и гагаузы сохраняют этническое равновесие только в тех сёлах, где их изначально поселилось примерно поровну (например, в селе Кубей).
Во второй половине XIX века местная болгарская администрация строилась на выборной основе. Функционировало 50 болгарских школ (на 2,5 тысячи учеников), болгарская гимназия в Болграде и центральное болгарское училище в Комрате. Реформа 1871 года изменила правовой статус болгар, которых уравняли в правах с коренным населением. Проводилась постепенная русификация, которая, впрочем, объяснялась скорее смешанным этническим составом поселенцев в Буджаке, где русский язык взял на себя статус лингва франка между болгарами, гагаузами, молдаванами, немцами и другими колонистами. Делопроизводство в органах государственного и общественного управления было переведено на русский язык, который к тому же стал обязательным языком обучения в образовательных учреждениях.

#### В Приазовье
После Крымской войны 1853—1856 годов южная часть Бессарабии перешла от России Молдавскому княжеству. В 1861 году началось переселение бессарабских болгар в Северное Приазовье. Массовое переселение продолжилось весной 1862 года и шло до осени. Следующие несколько лет переезжали отдельные семьи.
В Преславе функционировало центральное болгарское училище.

### Начало и конец коренизации
Новым этапом в истории болгар Украины стало продвижение в УССР в 1920-х годах политики коренизации. Были созданы болгарские национальные районы. В болгарских населённых пунктах действовали болгарские сельсоветы и судебно-следственные камеры (болгарские судебные органы). Начали издаваться болгарские газеты, журналы, художественная и общественно-политическая литература. Функционировали болгарские школы и театральные труппы.
В связи со сворачиванием коренизации в 1937 году административные и территориальные единицы и культурно-просветительские учреждения всех национальных меньшинств, в том числе и болгар, были ликвидированы, издание прессы и литературы на болгарском языке прекращено.
В 1944 году под предлогом того, что крымские болгары якобы помогали немецким войскам, из Крыма было депортировано 12,5 тысяч болгар.

## Современное состояние
Согласно переписи населения, на 2001 год на Украине проживало 204,6 тысяч болгар, преимущественно в Одесской (150,6 тысяч) и Запорожской (27,4 тысячи) областях.
В 1993 году болгарские национальные организации Белогорска, Болграда, Запорожья, Киева, Николаева, Одессы и многих посёлков объединяются в Ассоциацию болгарских национально-культурных организаций Украины.
Болгарский язык изучается в общеобразовательных учебных заведениях в местах компактного проживания болгар, учителей болгарского языка и литературы готовят в Львовском и Одесском университетах, Бердянском и Измаильском педагогических институтах, Белгород-Днестровском педагогическом училище. В школах работают болгароязычные классы. По данным Министерства образования и науки Украины в 2010—2011 годах в классах с болгарским языком преподавания обучалось 65 детей. По данным Государственной службы статистики Украины в 2023/24 учебном году из 262 998 учащихся в учреждениях общего среднего образования в Одесской области 261 228 (99,33 %) обучались в украиноязычных классах, 1 335 (0,51 %) — в молдавоязычных, 400 (0,15 %) — в румыноязычных, 35 (0,01 %) — в болгароязычных. В украиноязычных классах учились все ученики в городской местности.
В Одессе издаётся болгарский еженедельник «Роден край». На болгарском языке выходят передачи на радио и телевидении в Крыму и Одессе.